# 大郭屯礼拜堂
大郭屯礼拜堂原名施浸堂，是中国河南省开封市的一座著名教堂，由美国浸礼会创建，位于开封南郊。1910年，美国传教士施爱理在南关金梁里街兴建包括济汴中学、礼拜堂的红洋楼教会建筑群。1941年，教堂与学校分开，改建于红洋楼的东端，容纳1000人。1958年，施浸堂被开封市第十六中学占用。1988年恢复聚会，由十六中出资，移地另建。2000年又拆除重建。新堂可容纳1000多人，吸引了邻近尉氏县等数县的信徒前来礼拜。2009年，该堂被列为河南省重点教堂